# Sowetskoje (Kaliningrad)
Sowetskoje (russisch Советское, deutsch Korehlen, litauisch Koreliai) ist ein Ort in der russischen Oblast Kaliningrad. Er gehört zur kommunalen Selbstverwaltungseinheit Stadtkreis Slawsk im Rajon Slawsk.
Zu Sowetskoje gehören auch die beiden früher selbständigen Orte Schudledimmen/Schulzenwiese, russisch zunächst Nowostrojewskoje, und Klein Skaisgirren, russisch zunächst Radischtschewo.

## Geographische Lage
Sowetskoje liegt 31 Kilometer östlich der einstigen Kreisstadt Polessk (Labiau) und 22 Kilometer südwestlich der jetzigen Rajonshauptstadt Slawsk (Heinrichswalde) an einem Landweg, der die russische Fernstraße A 216 (ehemalige deutsche Reichsstraße 138, heute auch Europastraße 77) mit Dubrowka (Spannegeln) verbindet. Eine Bahnanbindung besteht nicht.

## Geschichte

### Korehlen
Das vor 1946 Korehlen genannte Dorf bestand seinerzeit aus einem großen und mehreren kleinen Höfen. Im Jahre 1874 wurde es in den neu errichteten Amtsbezirk Obscherninken (1938 bis 1946: Dachsfelde, heute nicht mehr existent) eingegliedert. Er gehörte zum Kreis Labiau im Regierungsbezirk Königsberg der preußischen Provinz Ostpreußen. Im Jahre 1910 waren in Korehlen 143 Einwohner gemeldet. Ihre Zahl betrug im Jahre 1933 noch 122, im Jahre 1939 nur noch 114.
Im Jahre 1945 kam Korehlen in Kriegsfolge mit dem nördlichen Ostpreußen zur Sowjetunion.

#### Amtsbezirk Korehlen (1938–1945)
Am 25. August 1938 wurde der Amtsbezirk Obscherninken in „Amtsbezirk Korehlen“ umbenannt. Damals waren neun Kommunen eingegliedert, deren Zahl sich bis 1945 auf sechs verringerte: 
| Name                | Name bis 3.6.1938           | Russischer Name | Bemerkungen                                       |
| ------------------- | --------------------------- | --------------- | ------------------------------------------------- |
| Rodenwalde (Ostpr.) | Groß Ischdaggen             |                 |                                                   |
| Forstreutershof     | Kermuschienen               |                 | am 1. April 1938 nach Schmilgienen eingemeindet   |
| Korehlen            |                             | Sowetskoje      |                                                   |
| Brachhöfen          | Lauschen, bis 1936: Lauszen |                 | am 1. April 1938 nach Schwirgslauken eingemeindet |
| Dachsfelde          | Obscherninken               |                 |                                                   |
| Bünden              | Paschwirgsten               |                 | am 1. April 1938 nach Schmilgienen eingemeindet   |
| Kornfelde (Ostpr.)  | Schmilgienen                | Kaschtanowo     |                                                   |
| Herzfelde (Ostpr.)  | Schwirgslauken              | Saretschje      |                                                   |
| Beerendorf (Ostpr.) | Serpentienen                |                 |                                                   |

### Schudledimmen/Schulzenwiese (Nowostrojewskoje)
Schudledimmen war ein Dorf mit einer Ziegelei. Ältere Schreibweisen des Ortsnamens waren Szulidimmen und Schudlidimmen. Im Jahr 1874 wurde es in den neu errichteten Amtsbezirk Parwischken im Kreis Niederung eingegliedert. Im Jahr 1910 waren in Schudledimmen 288 Einwohner gemeldet. Im Jahr 1924 wurde der Nachbarort Klein Skaisgirren an Schudledimmen angeschlossen. Die Einwohnerzahl betrug danach im Jahr 1925 dann 382, im Jahr 1933 dann noch 367 und im Jahr 1939 noch 358. Im Jahr 1938 wurde der Ort in Schulzenwiese umbenannt.
Im Jahr 1945 kam der Ort in Kriegsfolge mit dem nördlichen Ostpreußen zur Sowjetunion. Im Jahr 1947 erhielt er die russische Bezeichnung Nowostrojewskoje. Gleichzeitig wurde der Ort dem Dorfsowjet Bolschakowski selski sowet im Rajon Bolschakowo zugeordnet. Seit 1963 gehörte Nowostrojewskoje zum Rajon Slawsk.

### Klein Skaisgirren (Radischtschewo)
Der Ort Klein Skaisgirren bestand aus mehreren kleinen Höfen. Im Jahr 1874 wurde er in den neu errichteten Amtsbezirk Parwischken im Kreis Niederung eingegliedert. Im Jahr 1910 waren in Klein Skaisgirren 69 Einwohner gemeldet. Im Jahr 1924 wurde Klein Skaisgirren nach Schudledimmen eingemeindet.(s.o.)
Nach der in Kriegsfolge mit dem nördlichen Ostpreußen erfolgten Eingliederung in die Sowjetunion erhielt der Ort im Jahr 1950 wieder eigenständig die russische Bezeichnung  Radischtschewo. Gleichzeitig wurde der Ort dem Dorfsowjet Bolschakowski selski sowet im Rajon Bolschakowo zugeordnet. Seit 1963 gehörte Radischtschewo zum Rajon Slawsk.

### Sowetskoje
Der Ort Korehlen erhielt 1950 die russische Bezeichnung „Sowetskoje“. Gleichzeitig wurde der Ort dem Dorfsowjet Bolschakowski selski sowet im Rajon Bolschakowo zugeordnet. Seit 1963 gehört Sowetskoje zum Rajon Slawsk. Um 1980 wechselte der Ort in den Wyssokowski selski Sowet. Auch zu dieser Zeit wurden die beiden Orte Nowostrojewskoje und Roschtschewo an Sowetskoje angeschlossen. Von 2008 bis 2015 gehörte Sowetskoje zur Landgemeinde Bolschakowskoje selskoje posselenije und seither zum Stadtkreis Slawsk.

## Kirche
Mit seiner überwiegend evangelischen Bevölkerung war Korehlen bis 1945 in das Kirchspiel der Kirche Popelken (1938 bis 1946: Markthausen, heute russisch: Wyssokoje) eingepfarrt, das zum Kirchenkreis Labiau in der Kirchenprovinz Ostpreußen der Kirche der Altpreußischen Union gehörte. Heute liegt Sowetskoje im Einzugsbereich der neu entstandenen evangelisch-lutherischen Gemeinde in Bolschakowo, einer Filialgemeinde innerhalb der Kirchenregion der Salzburger Kirche in Gussew (Gumbinnen) innerhalb der Propstei Kaliningrad (Königsberg) der Evangelisch-lutherischen Kirche Europäisches Russland.